# Cratere Kala
Kala  è un cratere sulla superficie di Venere.